# Tony Hawk's Pro Skater 1 + 2
Tony Hawk's Pro Skater 1 + 2 é um jogo eletrônico de skate desenvolvido pela Vicarious Visions e publicado pela Activision. Foi lançado em 4 de setembro de 2020 para Microsoft Windows, PlayStation 4 e Xbox One, em 26 de março de 2021 para PlayStation 5 e Xbox Series X/S e em 25 de junho de 2021 para Nintendo Switch. É um remake de Tony Hawk's Pro Skater (1999) e Tony Hawk's Pro Skater 2 (2000) e o primeiro grande título da série desde Tony Hawk's Pro Skater 5 (2015).
No dia 14 de setembro de 2020 a Activision anunciou que o jogo já tinha vendido 1 milhão de unidades.

## Desenvolvimento
Em 12 de maio de 2020, a Activision anunciou Tony Hawk's Pro Skater 1 + 2, desenvolvido pela Vicarious Visions, estúdio esse que já trabalhou em portes para vários jogos da série Tony Hawk's. De acordo com Jen Oneal, chefe da Vicarious Visions, o estúdio obteve o código de entrega original da Neversoft e o colocou em camadas para modernizar o manuseio. A equipe também trabalhou na geometria das fases para garantir que as linhas de jogabilidade do jogador fossem as mesmas dos jogos originais.
Oneal também confirmou que a maioria das músicas licenciadas dos dois primeiros jogos retornará. Seis faixas nos dois jogos não fariam parte da remasterização devido a problemas de licenciamento, no entanto três delas tiveram os direitos de uso liberados e aparecem no jogo.